# Thomas Kearns
Thomas Kearns (Woodstock, 1862. április 11. – Salt Lake City, 1918. október 18.) az Amerikai Egyesült Államok szenátora (Utah, 1901–1905).